# Borys Hrinczenko
Borys Dmytrowycz Hrinczenko, ukr. Борис Дмитрович Грінченко, pseud. Wasyl Czajczenko (ur. 24 listopada?/6 grudnia 1863 w Wilchowym Jarze, zm. 23 kwietnia 1910 w Ospedaletti) – ukraiński pisarz, etnograf i działacz oświatowy.

## Życiorys
Urodził się w chutorze Wilchowyj Jar w guberni charkowskiej. Jako piętnastolatek został aresztowany za rozprowadzanie zakazanej literatury, co uniemożliwiło mu podjęcie studiów uniwersyteckich. Zdał jednak egzamin pozwalający mu pracować jako nauczyciel. Nauczał w szkołach podstawowych w guberni charkowskiej oraz jekaterynosławskiej. Starał się nauczać dzieci języka ukraińskiego, opracował pierwsze ukraińskie podręczniki szkolne.
W 1891 roku brał udział w utworzeniu Bractwa Tarasowców. W 1894 roku, przeniósł się, wraz z żoną, Marią Hładyliną, do Czernihowa, gdzie podjął pracę jako urzędnik w ziemstwie. Z pomocą rodziny utworzył tam wydawnictwo, które opublikowała blisko 50 książek popularno-naukowych. 
W 1902 roku przeniósł się do Kijowa, poświęcił się tworzeniu słownika języka ukraińskiego. Czterotomowy Słowar ukrajinśkoji mowy został wydany w latach 1907-1909. W 1904 roku współtworzył dwie organizacje partyjne: Ukraińską Partię Demokratyczną oraz Ukraińską Partię Radykalną, które potem połączyły się, tworząc Ukraińską Partię Demokratyczno-Radykalną. Od 1906 roku był redaktorem lokalnych gazet, a w latach 1907-1909 przewodniczącym kijowskiego oddziału Proswity.
Tworzył realistyczne oraz baśniowe opowiadania, sztuki teatralne oraz powieści. Tłumaczył dzieła zachodnich twórców, m.in. Goethego, Friedricha Schillera, Gerharta Hauptmanna, Henrika Ibsena, Arthura Schnitzlera, Octave Mirbeau oraz Daniela Defoe.
W 1909 roku zachorował na gruźlicę i wyjechał do Włoch na leczenie. Zmarł 6 maja 1910 w Ospedaletti, został pochowany w Kijowie. 
Jego imieniem nazwano utworzony w 1919 roku w Kijowie Instytut Pedagogiczny, potem przekształcony w Uniwersytet Kijowski im. Borysa Hrinczenki. 